# Poekilopleuron bucklandii
Il pecilopleuro è un genere di teropode tetanuro di grosse dimensioni (8 m), descritto negli anni '30 dell'800 e probabilmente affine (se non addirittura congenerico) al Megalosaurus.

## Scheletro distrutto
Poekilopleuron bucklandii è stato scoperto in terreni risalenti al Giurassico medio in Francia, ma i suoi resti sono poi andati distrutti durante la Seconda Guerra Mondiale. Sono quindi rimasti i soli calchi dell'esemplare, che permettono di stabilire che Poekilopleuron era un grande carnivoro bipede appartenente ai megalosauridi. In passato Poekilopleuron era ritenuto possedere cinque dita artigliate nella mano (caratteristica primitiva che lo escluderebbe dal gruppo dei tetanuri), ma ulteriori ricerche non hanno evidenziato questo fatto.

## Una nuova specie
Pochi anni fa è stato scoperto un cranio, anch'esso proveniente dal Giurassico medio francese e denominato P. valesdunensis, ma l'ascrizione a questo genere non è per nulla certa. Lo scheletro postcranico dell'esemplare, ora descritto come Dubreuillosaurus, permette di stabilire che questo animale non era strettamente imparentato con P. bucklandii; probabilmente era un eustreptospondilide.